# Liste der Hochhäuser in Australien und Ozeanien
Die Liste der Hochhäuser in Australien und Ozeanien ist eine Aufstellung aller Hochhäuser in Australien und Ozeanien, die eine Höhe von 150 Meter überschreiten.

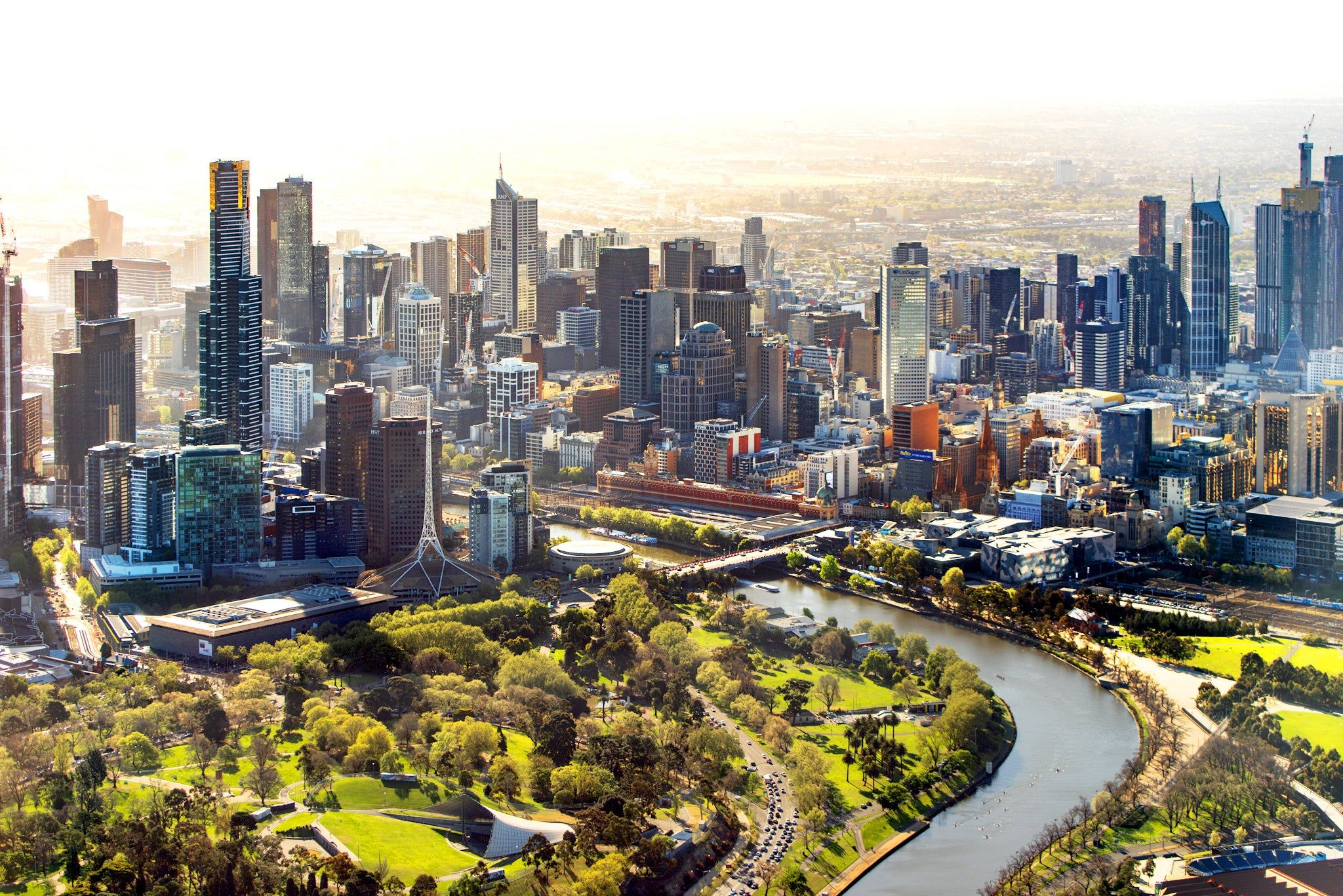
Die Skyline Melbournes enthält die meisten Wolkenkratzer des Kontinents (2020)

| Nr. | Name                        | Höhe     | Stadt      | Baujahr | Bemerkungen                                                                     |
| --- | --------------------------- | -------- | ---------- | ------- | ------------------------------------------------------------------------------- |
| 1   | Q1 Tower                    | 322,48 m | Gold Coast | 2005    | Höchster Wolkenkratzer in Australien und Ozeanien seit 2005                     |
| 2   | Australia 108               | 316,7 m  | Melbourne  | 2020    | Höchstes Gebäude in Melbourne                                                   |
| 3   | Eureka Tower                | 297,28 m | Melbourne  | 2006    | War bis zum Jahr 2020 das höchste Gebäude in Melbourne                          |
| 4   | 120 Collins Street          | 264,9 m  | Melbourne  | 1991    | Höchster Wolkenkratzer in Australien und Ozeanien von 1991 bis 2005             |
| 5   | 101 Collins Street          | 260 m    | Melbourne  | 1991    |                                                                                 |
| 6   | 1 William Street            | 259,8 m  | Brisbane   | 2016    |                                                                                 |
| 7   | Prima Pearl                 | 254 m    | Melbourne  | 2014    |                                                                                 |
| 8   | Rialto Towers               | 251,2 m  | Melbourne  | 1986    | Der Südturm war von 1986 bis 1991 das höchste Gebäude Australiens und Ozeaniens |
| 9   | Infinity Tower              | 249 m    | Brisbane   | 2014    |                                                                                 |
| 9   | Central Park                | 249 m    | Perth      | 1992    | Höchstes Gebäude in Perth                                                       |
| 11  | Chifley Tower               | 244 m    | Sydney     | 1992    | Höchstes Gebäude in Sydney                                                      |
| 12  | Soleil                      | 243 m    | Brisbane   | 2012    |                                                                                 |
| 12  | Citigroup Centre            | 243 m    | Sydney     | 2000    |                                                                                 |
| 14  | Soul                        | 242,6 m  | Gold Coast | 2012    |                                                                                 |
| 15  | Deutsche Bank Place         | 240 m    | Sydney     | 2005    |                                                                                 |
| 16  | BHP Tower                   | 234,4 m  | Perth      | 2012    |                                                                                 |
| 17  | World Tower                 | 230,1 m  | Sydney     | 2004    |                                                                                 |
| 18  | Vision Apartments           | 229 m    | Melbourne  | 2016    |                                                                                 |
| 19  | MLC Centre                  | 228 m    | Sydney     | 1977    | Höchster Wolkenkratzer in Australien und Ozeanien von 1977 bis 1986             |
| 20  | Governor Phillip Tower      | 227 m    | Sydney     | 1993    |                                                                                 |
| 21  | 568 Collins Street          | 224 m    | Melbourne  | 2015    |                                                                                 |
| 21  | Bourke Place                | 224 m    | Melbourne  | 1991    |                                                                                 |
| 23  | Ernst & Young Tower         | 222 m    | Sydney     | 2004    |                                                                                 |
| 24  | Circle on Cavill            | 219,5 m  | Gold Coast | 2007    |                                                                                 |
| 25  | Aurora Place                | 218,85 m | Sydney     | 2001    |                                                                                 |
| 26  | Light House Melbourne       | 218 m    | Melbourne  | 2017    |                                                                                 |
| 26  | Telstra Corporate Centre    | 218 m    | Melbourne  | 1992    |                                                                                 |
| 28  | International Towers Sydney | 217 m    | Sydney     | 2016    |                                                                                 |
| 29  | Bankwest Tower              | 214 m    | Perth      | 1988    |                                                                                 |
| 30  | Melbourne Central           | 211 m    | Melbourne  | 1991    |                                                                                 |
| 31  | Aurora                      | 207 m    | Brisbane   | 2006    |                                                                                 |
| 32  | Freshwater Place            | 205 m    | Melbourne  | 2005    |                                                                                 |
| 33  | Eq. Tower                   | 202,7 m  | Melbourne  | 2017    |                                                                                 |
| 34  | Riparian Plaza              | 200,3 m  | Brisbane   | 2005    |                                                                                 |
| 35  | 111 Eagle Street            | 195 m    | Brisbane   | 2012    |                                                                                 |
| 36  | ANZ Bank Centre             | 195 m    | Sydney     | 2013    |                                                                                 |
| 37  | Orchid Tower                | 194 m    | Gold Coast | 2011    |                                                                                 |
| 38  | Suncorp Place               | 193 m    | Sydney     | 1982    |                                                                                 |
| 38  | Telstra Corporate Building  | 193 m    | Melbourne  | 1992    |                                                                                 |
| 40  | Nauru House                 | 190 m    | Melbourne  | 1977    | Höchster Wolkenkratzer in Australien und Ozeanien von April bis Juli 1977       |
| 41  | AMP Centre                  | 188,06 m | Sydney     | 1976    | Höchster Wolkenkratzer in Australien und Ozeanien von 1976 bis 1977             |
| 42  | Abode 318                   | 187 m    | Melbourne  | 2015    |                                                                                 |
| 43  | ANZ Tower                   | 185 m    | Melbourne  | 1980    |                                                                                 |
| 43  | Sofitel Hotel               | 185 m    | Melbourne  | 1981    |                                                                                 |
| 45  | Century Tower               | 182,97 m | Sydney     | 1997    |                                                                                 |
| 46  | Grosvenor Place             | 180 m    | Sydney     | 1988    |                                                                                 |
| 47  | Central Plaza One           | 174 m    | Brisbane   | 1988    |                                                                                 |
| 48  | 275 George Street           | 171 m    | Brisbane   | 2009    |                                                                                 |
| 49  | Australia Square            | 170,1 m  | Sydney     | 1967    | Höchster Wolkenkratzer in Australien und Ozeanien von 1967 bis 1976             |
| 50  | Village Tower               | 170 m    | Sydney     | 2006    |                                                                                 |
| 51  | 385 Bourke Street           | 169 m    | Melbourne  | 1983    |                                                                                 |
| 51  | Zen Apartments              | 169 m    | Melbourne  | 2012    |                                                                                 |
| 53  | Stock Exchange              | 167 m    | Melbourne  | 1991    |                                                                                 |
| 53  | Vero Centre                 | 167 m    | Auckland   | 2000    | Höchster Wolkenkratzer in Neuseeland seit 2000                                  |
| 55  | 1 O’Connell Street          | 166 m    | Sydney     | 1991    |                                                                                 |
| 55  | Casselden Place             | 166 m    | Melbourne  | 1992    |                                                                                 |
| 55  | The Peak                    | 166 m    | Sydney     | 1996    |                                                                                 |
| 55  | KENS Towers                 | 166 m    | Sydney     | 2005    |                                                                                 |
| 59  | Hyde Park Square            | 165 m    | Sydney     | 1978    |                                                                                 |
| 60  | Ernst & Young Plaza         | 164,7 m  | Melbourne  | 2005    |                                                                                 |
| 61  | Gateway Plaza               | 164 m    | Sydney     | 1989    |                                                                                 |
| 62  | SX Stage 1                  | 163,03 m | Melbourne  | 2005    |                                                                                 |
| 63  | QV1                         | 162,55 m | Perth      | 1991    |                                                                                 |
| 64  | Waterfront Place            | 162 m    | Brisbane   | 1989    |                                                                                 |
| 64  | ANZ World                   | 162 m    | Melbourne  | 1993    |                                                                                 |
| 66  | HSBC Centre                 | 161,8 m  | Sydney     | 1988    |                                                                                 |
| 67  | National Bank House         | 161 m    | Melbourne  | 1978    |                                                                                 |
| 68  | 2 Southbank Boulevard       | 160,81 m | Melbourne  | 2005    |                                                                                 |
| 69  | The Oracle                  | 159,7 m  | Gold Coast | 2010    |                                                                                 |
| 70  | 501 lofts                   | 159 m    | Melbourne  | 2006    |                                                                                 |
| 71  | Capita Centre               | 158 m    | Sydney     | 1989    |                                                                                 |
| 71  | Cove Apartments             | 158 m    | Sydney     | 2003    |                                                                                 |
| 71  | Skyline North Tower         | 158 m    | Gold Coast | 2004    |                                                                                 |
| 71  | Circle on Cavill            | 158 m    | Gold Coast | 2006    |                                                                                 |
| 75  | Hordern Towers              | 156 m    | Sydney     | 1999    |                                                                                 |
| 76  | The Ascott Metropolis       | 155 m    | Auckland   | 1999    | Zweithöchstes Gebäude Neuseelands                                               |
| 77  | Royal Domain Tower          | 154,4 m  | Melbourne  | 2005    |                                                                                 |
| 78  | Optus House                 | 153 m    | Melbourne  | 1975    |                                                                                 |
| 79  | 140 Williams Street         | 152,46 m | Melbourne  | 1972    |                                                                                 |
| 79  | Crown Towers                | 152,46 m | Melbourne  | 1997    |                                                                                 |
| 81  | Perpetual Tower             | 152,4 m  | Sydney     | 2000    |                                                                                 |
| 82  | Sydney Central              | 152,3 m  | Sydney     | 1992    |                                                                                 |
| 83  | Queens Square               | 151 m    | Brisbane   | 2006    |                                                                                 |
| 84  | Lumiere                     | 150,9 m  | Sydney     | 2007    |                                                                                 |
| 85  | Urban Workshop Lonsdale     | 150 m    | Melbourne  | 2005    |                                                                                 |
| 85  | Skyline Apartments          | 150 m    | Brisbane   | 2007    |                                                                                 |
| 85  | 400 George Street           | 150 m    | Brisbane   | 2009    |                                                                                 |
| 85  | Northbridge                 | 150 m    | Brisbane   | 2009    |                                                                                 |
|     | zum Vergleich: Sydney Tower | 309 m    | Sydney     | 1981    |                                                                                 |

## Zeitleiste der höchsten Gebäude
Diese Liste beinhaltet alle Gebäude, die zu ihrer Zeit jeweils das höchste in Australien waren.
| Zeit                  | Höhe  | Name                 | Stadt      | Bemerkungen                                                            |
| --------------------- | ----- | -------------------- | ---------- | ---------------------------------------------------------------------- |
| seit Oktober 2005     | 323 m | Q1 Tower             | Gold Coast | Bis zum Dach 245 m hoch, offizielle Höhe wird nur mit Spitze erreicht  |
| 300 m                 |       |                      |            |                                                                        |
| 1991–2005             | 265 m | 120 Collins Street   | Melbourne  | Bis zum Dach 221 m hoch, offizielle Höhe wird nur mit Spitze erreicht  |
| 1991 (Mai– September) | 260 m | 101 Collins Street   | Melbourne  | Bis zum Dach 195 m hoch, offizielle Höhe wird nur mit Spitze erreicht  |
| 1986–1991             | 251 m | Rialto Towers        | Melbourne  | Inklusive der aufgesetzten Antenne 270 m hoch, bis zum Dach 247 m hoch |
| 1977–1986             | 228 m | MLC Centre           | Sydney     | Inklusive der aufgesetzten Antenne 244 m hoch                          |
| 200 m                 |       |                      |            |                                                                        |
| 1977 (April–Juli)     | 190 m | Nauru House          | Melbourne  |                                                                        |
| 1976–1977             | 188 m | AMP Centre           | Sydney     |                                                                        |
| 1967–1976             | 170 m | Australia Square     | Sydney     |                                                                        |
| 1965–1967             | 128 m | State Office Block   | Sydney     | Wurde 1997 abgerissen, um Platz für Aurora Place zu schaffen           |
| 1962–1965             | 115 m | AMP Building         | Sydney     | Bis zum Dach 106 m hoch                                                |
| 1939–1962             | 112 m | AWA-Hochhaus         | Sydney     | Bis zum Dach 62 m hoch, darauf steht ein Stahlfachwerkturm             |
| 100 m                 |       |                      |            |                                                                        |
| 1928–1939             | 68 m  | Marcus Clark's Store | Sydney     | Bis zum Dach 40 m hoch                                                 |
| 1916–1928             | 66 m  | Trust Building       | Sydney     |                                                                        |
| 1889–1916             | 53 m  | APA Building         | Melbourne  | Wurde 1980 abgerissen                                                  |
| 1888–1889             | 43 m  | Finks Building       | Melbourne  | Wurde 1967 abgerissen                                                  |